# حي الروضة (عدن)
حي الروضة هو أحد أحياء مديرية التواهي في محافظة عدن اليمنية. يبلغ تعداد سكانه 20372 نسمة حسب التعداد السكاني في اليمن لعام 2004.